# New World (Computerspiel)
New World ist ein Massively Multiplayer Online Role-Playing Game (MMORPG), welches am 28. September 2021 veröffentlicht wurde. Das Spiel wurde von Amazon Games entwickelt.
Der Spieler erkundet den fiktionalen Kontinent Aeternum, absolviert Quests, bekämpft Monster, sammelt Ressourcen und interagiert mit anderen Mitspielern. Das Spiel basiert, anders als viele MMORPG, auf dem Buy-to-play-Prinzip und verzichtet damit auf eine monatliche Abogebühr. Daneben können Spieler jedoch mit Mikrotransaktionen kosmetische Veränderungen kaufen.
Im Oktober 2023 erschien die Erweiterung Aufstieg der zornigen Erdkreaturen (engl.: Rise of the Angry Earth).

## Handlung
Die Handlung ist im 17. Jahrhundert angesiedelt. Aeternum befindet sich inmitten im Atlantik. Auf der Insel kommt die Ressource Azoth, die verstärkend sowohl göttlich gutes als auch teuflisch böses wirkt. Eine verschollene Zivilisation lebte lange im Einklang mit dieser Macht. Im Norden der Insel sind Mensch, Tier und Umwelt von der negativen Macht verdorben. Der Spieler kentert mit seinem Schiff und wird an den südlichen Strand der Insel gespült.

## Entwicklung
New World sollte ursprünglich bereits im Mai 2020 veröffentlicht werden. Der Termin wurde jedoch aufgrund von Verzögerungen durch die COVID-19-Pandemie verschoben. Ursprünglich sollte der Kolonialismus im Spiel behandelt werden. Der Abschnitt der Geschichte der Vereinigten Staaten war jedoch zu problembehaftet. Die Epoche und das Entdeckertum blieben jedoch erhalten.

## Spielprinzip
In New World erstellt der Spieler einen Charakter. Dabei sind Frisur, Hautfarbe, Gesichtsmerkmale, Bart und anderes frei wählbar. Der Spieler muss sich im Laufe des Spiels für eine der drei Fraktionen (Bündnis, Syndikat oder Marodeure) entscheiden. Von dieser Wahl ist es abhängig, auf welcher Seite der Spieler kämpft und welchen Kompanien er beitreten kann. Es gibt im Gegensatz zu anderen MMORPG nur die menschliche Rasse, auch eine direkte Wahl der Klasse in der Charaktererstellung kann man in diesem Spiel nicht finden. Die Ausrichtung des Charakters erfolgt durch die Waffen-, Attributs- und Ausrüstungswahl im Spiel.
Ein Ziel von New World ist der Aufstieg des erstellten Charakters bis zur Maximalstufe 65 und das Erobern und Verteidigen von Gebieten auf der Spielkarte für seine Fraktion. Eine weitere Motivation kann das Ergattern besonderer Ausrüstungsgegenstände sein. Das Spiel umfasst Expeditionen (PvE), Außenpostenanstürme (PvP), Open-World-PvP, Portale (PvE), Quests (PvP/PvE) und eine große Anzahl an Herstellungsberufen (PvE).

## Erweiterungen
Seit der Veröffentlichung des Spiels wurde es kontinuierlich weiterentwickelt. Neben kleinerer Updates, die dem Spiel zusätzliche Waffentypen (z. B. Donnerbüchse, Unheilsstulpen …), Expeditionen (z. B. Seepocken & Schwarzpulver) oder saisonale Events (z. B. Winter-Zusammenkunft, Sommer-Medleyfaire …) hinzugefügt haben, waren es bis dato vor allem diese Updates, die Systeme des Spiels massiv verändert haben:
- Oktober 2022 (Update 1.7): das Schwefelsandwüste-Update. Mit der Erweiterung um das neue Gebiet der Schwefelsandwüste wurde das bis dato größte dem Spiel hinzugefügt. Zusätzlich beinhaltet dieses Update eine neue Expedition (Enneade), einen neuen Waffentyp (Großschwert) sowie das neue System der Herzjuwelenfertigkeiten. Dazu wurde der bis dahin viel kritisierte Spieleinstieg wesentlich überarbeitet.
- April 2023 (Update 1.9): Einführung von Saisonen und eines Saisonpass-Systems. Wie in anderen Online Spielen zu dieser Zeit üblich, erhielt auch New World ein System von zeitlich begrenzten Saisonen, in denen Spieler ihren Saisonpass vervollständigen können. Dabei können neue saisonale Belohnungen erspielt werden.
- Oktober 2023 (Update 3.0): Rise of the Angry Earth. Am 3. Oktober 2023 erhielt New World die erste offizielle & kostenpflichtige Erweiterung (Expansion) zum Grundspiel. Diese als Rise of the Angry Earth (deutscher Titel: Aufstieg der Zornigen Erdkreaturen) betitelte Erweiterung ist das bis dahin größte Inhaltsupdate. Es fügt dem Spiel neben einer neuen Handlung u. a. auch Reittiere, neue Charakter- und Rüstwerte, eine neue Ausrüstungsseltenheit, eine neue Waffe (den Flegel), eine neue Expedition (Die wilde Spalte) sowie eine neue Zone (Himmelswildnis) hinzu. Die Erweiterung markiert auch den Beginn der Saison 3.

## Rezeption
Die deutsche Computerspielezeitschrift PC Games kritisierte unter anderem ein „extrem repetitives Quest-System“, eine „wenig spannende Story“ und ein „mangelhaftes PvE-Endgame“, lobte aber eine „atemberaubend schöne Welt“ sowie „grandiose Atmosphäre“ und vergab 7 von 10 Punkten in der Gesamtwertung.
Die Spielezeitschrift GameStar testete New World sieben Monate nach Veröffentlichung erneut und sagte, das Spiel entwickle sich in eine positive Richtung, aber die Reise dorthin bliebe enttäuschend und vergab eine Wertung von 75 %. Während New World laut PC Games mit sinkenden Spielerzahlen zu kämpfen hatte, konnte Amazon Games durch die Erweiterung Aufstieg der Zornigen Erdkreaturen im Oktober 2023 die Spielerzahlen auf Steam im Vergleich zum August des gleichen Jahres mehr als verdoppeln.